# Ancognatha humeralis
Ancognatha humeralis är en skalbaggsart som beskrevs av Hermann Burmeister 1847. Ancognatha humeralis ingår i släktet Ancognatha och familjen Dynastidae. Inga underarter finns listade i Catalogue of Life.